# Fissurelloidea
Super-famille
Fissurelloidea est une super-famille de mollusques gastéropodes de l'ordre des Archaeogastropoda.

## Liste des familles
Selon ITIS (14 mai 2010) et World Register of Marine Species (14 mai 2010) :
- famille Fissurellidae Fleming, 1822